# كينغدوم هارتس 3
كينغدوم هارتس 3 (بالإنجليزية: Kingdom Hearts III‎؛ باليابانية: キングダム ハーツIII‎، ‏كينغوداموه هاتسوه سوري) أو قلوب المملكة 5 هي لعبة اكشن تقمص ادوار القادمة والتي طورتها ونشرتها سكوير إنكس للبلاي ستيشن 4 و الاكس بوكس ون. وسيكون هذا الجزء من سلسلة كينغدوم هارتس هو أول جزء يصدر على أجهزة مايكروسوفت، إذ أن الأجزاء السابقة صدرت على أجهزة نينتندو وسوني كمبيوتر انترتينمنت فقط، وهو أول جزء يصدر على أكثر من جهاز واحد . وهي اللعبة الحادية عشر في سلسلة كينغدوم هارتس.
مفاهيم اللعبة بدأت في وقت مبكر من عام 2006 بعد إصدار كينغدوم هارتس 2: فينال ميكس في اليابان، مع ان اللعبة لم تصبح رسميا وفي التنمية حتى E3 2013، بعد سنوات من الشائعات والتكهنات.خصوصاً بعد احداث كينغدوم هارتس 3D: دريم دروب ديستنس، عاد البطل سورا وانضم إليه دونالد داك، و‌غوفي، و‌الملك ميكي و‌ريكو في البحث عن أولياء النور السبعة و "المفتاح لعودة القلوب"، في محاولة لردع خطة ماستر زيانورت والتي بشأنها سوف تصنع حرب كيبلايد ثانية في محاولة لتحقيق التوازن بين النور والظلام.